# Михеенко, Лариса Дорофеевна
Лариса (Лара) Дорофеевна Михеенко (4 апреля 1929, Лахта, Ленинградская область — 4 ноября 1943, окрестности деревни Игнатово, Калининская область) — пионер-герой, несовершеннолетняя партизанка времён Великой Отечественной войны, казнённая немецкими оккупационными властями. Прототип Ларисы вошёл в книгу Н. А. Надеждиной (1905—1992) «Партизанка Лара», написанную в 1963 году и повествующую о девочке Ларе, погибшей в партизанском бою с фашистскими оккупантами в Тверских лесах в 1943 г.

## Биография
Лара Михеенко родилась 4 апреля 1929 года в Лахте (тогда Сестрорецкого района Ленинградской области), в семье рабочих Дорофея Ильича и Татьяны Андреевны Михеенко. Отец Лары был мобилизован в Советско-финскую войну, мать умерла в 1997 году.

### На оккупированной территории
В начале июня 1941 года 12-летняя Лара вместе со своей бабушкой поехала на летние каникулы к дяде Лариону в деревню Печенёво Пустошкинского района Калининской области (в настоящее время — территория Псковской области). Здесь их и застало начало Великой Отечественной войны. Наступление вермахта было стремительным, и уже к концу лета Пустошкинский район оказался под немецкой оккупацией.
Дядя Лары согласился служить оккупационным властям и был назначен печенёвским старостой. Свою старую мать и племянницу-пионерку, осуждавших его за это, дядя выселил из своего дома и отправил жить в баню. Для Ларисы и её бабушки начались тяжёлые дни: оскорблённый дядя практически не заботился о них, предоставив выживать самим по себе. От недостатка еды бабушке с внучкой часто приходилось употреблять в пищу картофельные очистки и лебеду, приходилось побираться. Часто выручали соседки, матери подруг Лары — Фроси и Раисы — приносили хлеба и молока.

### Начало боевого пути
Весной 1943 года Раисе, подруге Лары, исполнилось шестнадцать лет. Ларисе — 14 лет. Вскоре ей пришла повестка явиться в Пустошку в специальный молодёжный лагерь, откуда старших подростков отправляли на работы в Германию. Рая показала эту бумагу подругам. Обсудив положение, девушки решили, что в будущем им всем может быть уготована такая участь и собрались уйти в местный партизанский отряд, действовавший с первых месяцев оккупации; в отряде уже давно находился старший брат Фроси — Пётр Кондруненко. В свои планы подруги посвятили Галину Ивановну, мать Фроси, и та согласилась рассказать, как можно выйти на партизан.
В партизанском отряде девушек встретили без энтузиазма: жизнь в лесу нелегка и совсем не подходит для неприспособленных девушек-подростков, которые собрались стать разведчицами. Командир 6-й Калининской бригады майор П. В. Рындин вначале отказался принять «таких маленьких». На следующее же утро их отправили якобы со специальным поручением обратно в Печенёво. У руководства отряда совершенно не было уверенности, что подруги ещё раз отважатся прийти и не останутся дома. Но девушки вернулись обратно в отряд. Тогда прошедших проверку пионерок всё же решили принять в отряд. Перед лицом своих старших товарищей девушки принесли партизанскую клятву верности Родине и ненависти к врагу.
В начале задания юным партизанкам поручали несложные технически, но опасные для людей более старшего возраста из-за подозрительности немцев и местных коллаборационистов ко всем взрослым людям, ходившим из деревни в деревню и слишком часто оказывавшихся вблизи немецких военных и административных объектов.
Один раз в июне 1943-го Лару и Раю послали в деревню Орехово, якобы к тётке за капустной рассадой. В эту деревню был согнан скот, который немецкие власти отобрали у населения. У немецкого часового не вызвали подозрения две босоногие девочки с корзинами, настоящей целью которых был сбор информации о численности расквартированных в Орехове солдат охраны, расположении огневых точек и о времени, когда происходит смена часовых, поэтому он разрешил им пройти через подконтрольную территорию. Разведчицы благополучно ушли, а через несколько дней в Орехово нагрянули партизаны и практически без потерь смогли отбить у немцев реквизированный скот.
В следующий раз Лара была послана с разведывательным заданием в деревню Чернецово, где находился немецкий военный объект. Представившись беженкой, девушка устроилась нянькой к местному жителю Антону Кравцову, у которого был маленький сын. Лара очень нежно ухаживала за ребёнком, была добра и ласкова к хозяевам. А сама тем временем во время прогулок с малышом собирала необходимые сведения о немецком гарнизоне.
Кроме разведки приходилось Ларе и её подругам заниматься и другим делом — распространением агитационных листовок. Часто эти акции проходили в сёлах по церковным праздникам, когда в храмах собиралось много народу. Одевшись нищенками, девочки приставали к местным людям, как бы прося милостыню, а на самом деле в это время незаметно подсовывали им в карманы и сумки свёрнутые в несколько раз листовки. Однажды немецкий патруль задержал Лару за этим занятием. Однако в тот раз ей удалось сбежать до того, как немцы узнали о её истиной цели.

### Участница «рельсовой войны»
В августе 1943 года партизанский отряд, в котором состояла Лара, принимал активное участие в «рельсовой войне». Партизаны стали регулярно взрывать железнодорожные линии, мосты и пускать под откос немецкие эшелоны.
Лара, к тому времени уже отлично проявившая себя в разведке и обладавшая хорошим «чутьём» местности, была переведена в 21-ю бригаду Ахременкова, целью которой было именно ведение диверсионной деятельности на железной дороге.
В подрыве одного из поездов участвовала и Лара, вызвавшись в помощницы одному из подрывников, которому было поручено взорвать железнодорожный мост через реку Дрисса на линии Полоцк — Невель. Уже опытная разведчица, Лариса и в этот раз выполнила возложенное на неё задание по сбору информации о режиме охраны моста и возможности его минирования. Благодаря участию Лары удалось вывести из строя не только мост, но и проходивший по нему эшелон противника: девочка сумела убедить минёра, что в нужный момент сумеет незаметно от часового подобраться максимально близко к мосту и зажечь огнепроводный шнур перед приближающимся поездом. Рискуя жизнью, она сумела выполнить задуманное и благополучно отойти обратно. Впоследствии, уже после войны, за этот подвиг Лариса Михеенко будет награждена орденом Отечественной войны I степени (посмертно).

### Смерть
2 ноября 1943 года Лариса и ещё двое партизан пошли на разведку в деревню Игнатово и остановились в доме у проверенного человека. Пока партизаны общались с хозяйкой дома, Лариса оставалась снаружи для наблюдения. Внезапно появились враги. Как выяснится позже, партизанскую явку сдал её дядя. Лариса успела предупредить находившихся внутри мужчин, однако была сама схвачена. В завязавшемся неравном бою оба партизана были убиты. Ларису привели в избу для допроса. В пальто у Лары была ручная граната-лимонка, которой она решила воспользоваться. Однако брошенная девушкой в патрульных граната по непонятной причине не взорвалась.
4 ноября 1943 года Лариса Михеенко после допроса, сопровождавшегося пытками и издевательствами, была расстреляна. Ей шёл 15-й год. Награждена Орденом Отечественной войны I степени посмертно.

## Награды
- Орден Отечественной войны I степени (посмертно)
- Медаль «Партизану Отечественной войны» I степени

## Память
- В Санкт-Петербургской школе № 106 на двери одного из классных кабинетов находится памятная дощечка с надписью: «Здесь училась героическая партизанка Лариса Михеенко». За специальной «Лариной партой» в этом кабинете сидят лучшие ученики. Имя Ларисы Михеенко также носила пионерская дружина этой школы.[источник не указан 3594 дня]
- В средней школе № 5 города Хотьково Московской области, пионерская дружина которой также носила имя Ларисы, с 1961 года действует Народный музей им. Лары Михеенко[1]. В школьном дворе установлен памятник юной партизанке.
- В честь Лары Михеенко названы улицы в нескольких населённых пунктах России, в том числе в Хотьково, посёлках Рахья, Бежаницы, Ушково и др.
- Одному из морских пассажирских судов СССР было присвоено имя Ларисы Михеенко.
- Ларисе Михеенко посвящена песня «Не только мальчишки» (Д.Кабалевский-В.Викторов).

В средней школе № 5 посёлка Краснореченский Дальнегорского района Приморского края пионерская дружина носила имя Лары Михеенко, установлена памятная стела во дворе школы.

## В кинематографе
- Реальная биография Ларисы Михеенко легла в основу художественного фильма «В то далёкое лето…» режиссёра Н. И. Лебедева, «Ленфильм», 1974 год[2].